# C/1964 L1 Tomita-Gerber-Honda
C/1964 L1 Tomita-Gerber-Honda è una cometa non periodica scoperta il 6 giugno 1964 dagli astronomi Koichiro Tomita, giapponese e Friedrich Wilhelm Gerber, tedesco, e dall'astrofilo giapponese Minoru Honda. La sua orbita ha la particolarità di avere piccole MOID con i pianeti Marte e Venere.